# کالین مورگان
کالین مورگان (به انگلیسی: Colin Morgan) (زاده ۱ ژانویه ۱۹۸۶) بازیگر اهل ایرلند شمالی است.
او بیشتر برای بازی در نقش شخصیت اصلی سریال فانتزی بی بی سی، مرلین و در نقش بیلی کلنتون در فیلم بلفاست (۲۰۲۱) شناخته می شود.